# Rue d'Erfurth
La rue d'Erfurth est une ancienne voie de Paris, aujourd'hui disparue, située dans l'ancien 10e arrondissement (actuellement 6e arrondissement).

## Situation
Longue de 52 m, elle reliait le portail sud de l'église de l'abbaye de Saint-Germain-des-Prés à la rue Sainte-Marguerite (partiellement reprise par l'actuelle rue Gozlin) dans l'alignement de la rue des Ciseaux. La rue Childebert, ouverte en même temps et également englobée dans le boulevard Saint-Germain, y aboutissait,.

## Historique
Elle est ouverte en 1715 dans l'enclos de l'abbaye Saint-Germain-des-Prés en même temps que la rue Childebert et la rue Sainte-Marthe par Henri-Pons de Thiard de Bissy, abbé commendataire. D'abord baptisée « Petite-rue Sainte-Marguerite », elle est renommée en 1807 pour commémorer l'entrevue d'Erfurt qui eut lieu en octobre 1806. Une décision ministérielle du 21 août 1817 et une ordonnance royale du 29 avril 1839 ont fixé la largeur de cette rue à 10 m.
Au carrefour avec la rue Childebert, le cardinal de Bissy fait construire en 1716 par Victor-Thierry Dailly deux fontaines identiques à chaque angle, dites fontaines Childebert. Une autre ordonnance du 13 mai 1841 déclare d'utilité publique la démolition des échoppes situées sur le côté des numéros impairs afin d'élargir la voie. Les travaux sont exécutés en 1842. À cette occasion disparait la partie droite de la porta major, ou porte de Sainte-Marguerite, construite vers 1690 pour accéder à l’enclos de l’abbaye, la partie gauche subsistant à l'angle de la rue d'Erfurth et de la rue Sainte-Marguerite. La rue disparait lors du percement de la rue de Rennes en 1867 et du boulevard Saint-Germain en 1876 dans le cadre des travaux de transformations de Paris sous le Second Empire. Les fontaines Childebert sont démontées en 1867 : l’une est remontée en 1875 dans le square Monge (aujourd’hui square Paul-Langevin) et l’autre est déposée au musée Carnavalet. Le square Félix-Desruelles occupe l'emplacement de la rue.

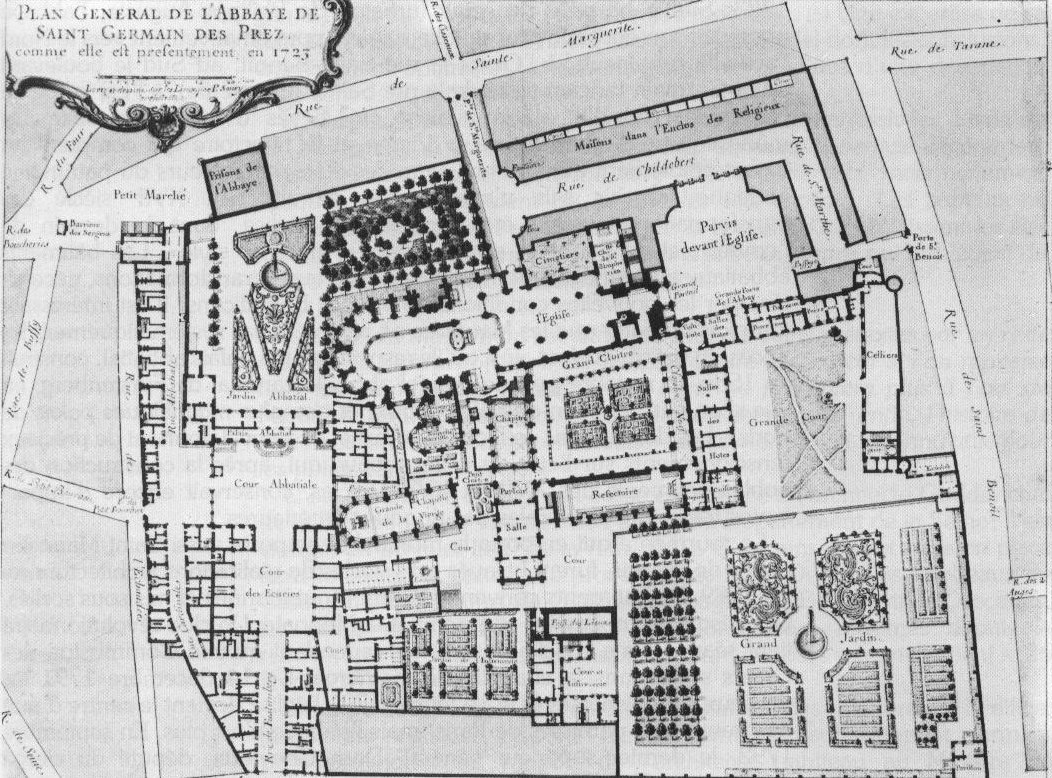
La rue sur un plan de l'abbaye en 1723.
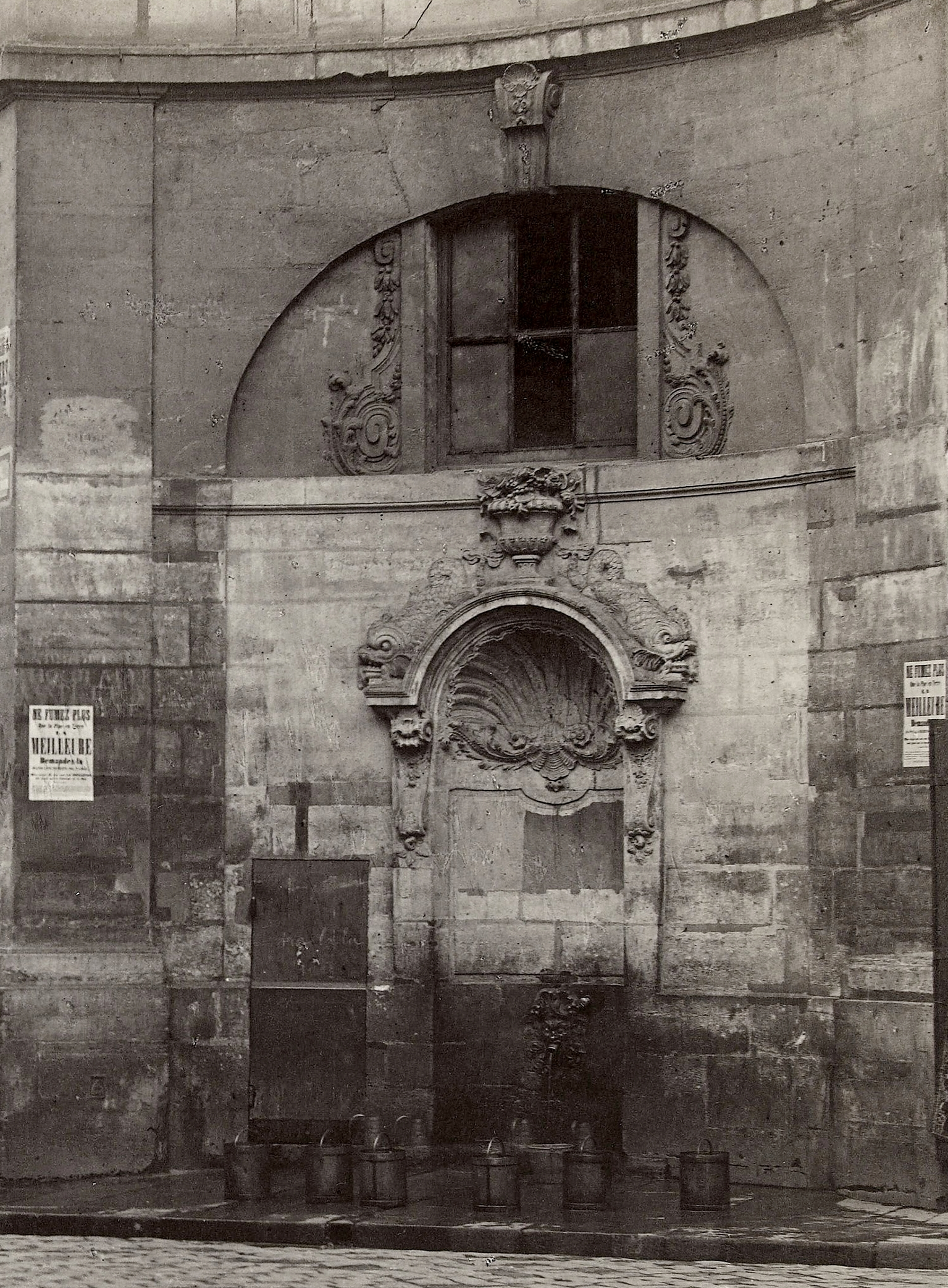
Une des fontaines Childebert.
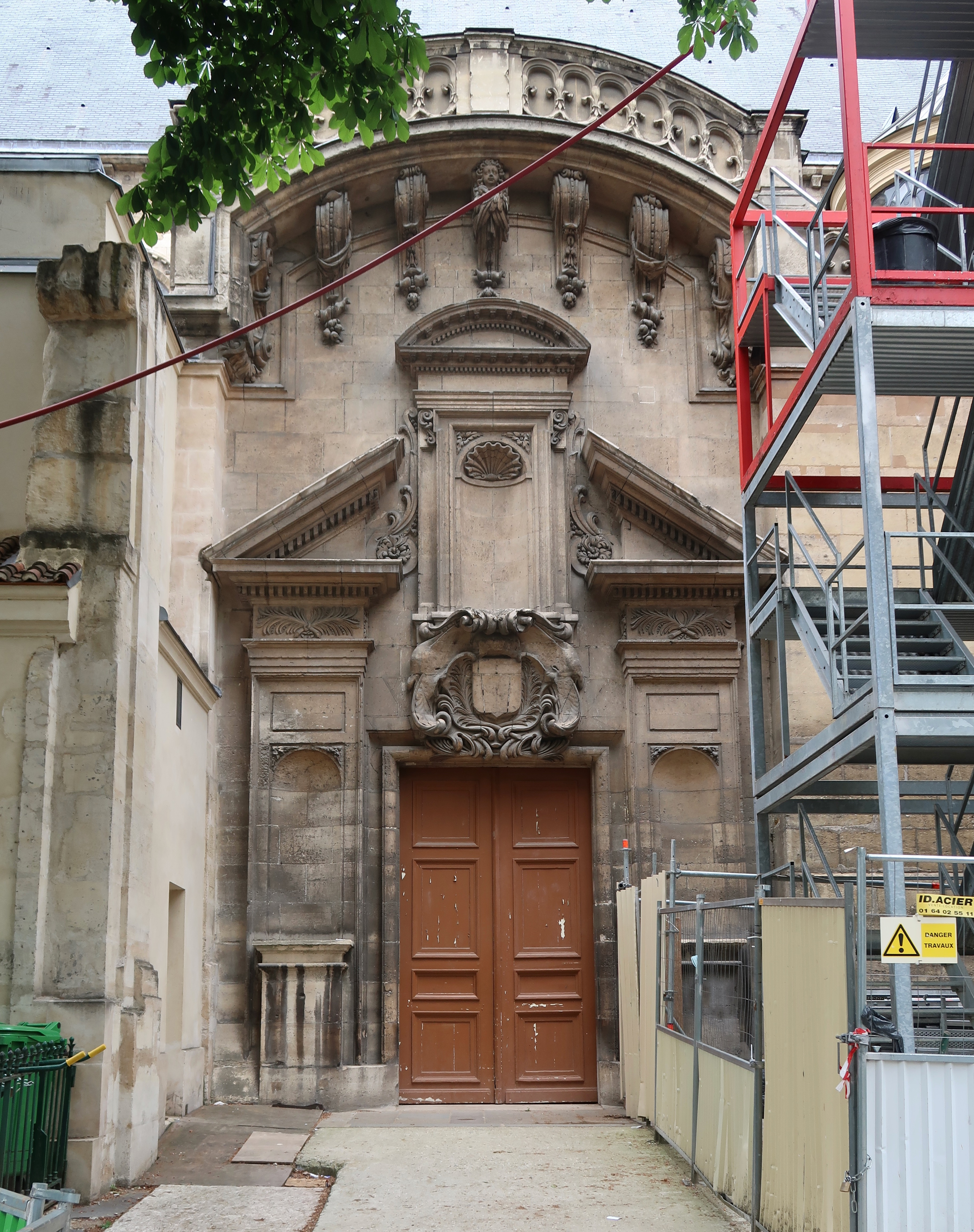
Le portail sud qui s'ouvrait autrefois sur la rue d'Erfurth.